# Бухолц (Алер)
Бухолц (њем. Buchholz) општина је у њемачкој савезној држави Доња Саксонија. Једно је од 23 општинска средишта округа Золтау-Фалингбостел. Према процјени из 2010. у општини је живјело 2.090 становника. Посједује регионалну шифру (AGS) 3358005.

## Географски и демографски подаци
Бухолц се налази у савезној држави Доња Саксонија у округу Золтау-Фалингбостел. Општина се налази на надморској висини од 29 метара. Површина општине износи 27,1 km². У самом мјесту је, према процјени из 2010. године, живјело 2.090 становника. Просјечна густина становништва износи 77 становника/km².

## Међународна сарадња
| Мјесто | Држава | Врста сарадње | Од    |
| ------ | ------ | ------------- | ----- |
|        | Пољска | партнерство   | 1992. |
| Извор  |        |               |       |